# Sabicea schumanniana
Sabicea schumanniana là một loài thực vật có hoa trong họ Thiến thảo. Loài này được Büttner miêu tả khoa học đầu tiên năm 1889.